# Lekan Babalola
Lekan Babalola (né le 15 mai 1960 à Lagos, sous le Nigeria britannique) est un chanteur et instrumentiste nigérian.

## Biographie
Babalola naît dans l'État de Lagos, dans le sud-ouest du Nigeria, où il fréquente l'école primaire Bishop Oluwole, à Agege, pour son éducation de base, avant de se rendre à Iwo, dans l'ancien État d'Oyo, pour ses études secondaires. À l'âge de six ans, il commence à jouer de la conga à l'église Aladura de son père et forme plus tard un groupe de musique patchwork avec ses pairs.
En 1980, il quitte le Nigeria pour le Royaume-Uni afin d'étudier l'ingénierie automobile au Chelsea College of Aeronautical and Automobile Engineering, après avoir obtenu une bourse de l'État de Lagos. Babalola abandonne cependant le programme d'ingénierie pour la musique et s'inscrit plus tard au Central Saint Martin's College of Art and Design, où il étudie la réalisation de films. Il poursuit ses études à la Northern Film School où il obtient une maîtrise.
Il commence sa carrière musicale en rejoignant un groupe appelé Samba Samba Band, puis le groupe Art Blakey's Jazz Messengers, basé à New York, où il se perfectionne dans la pratique de la batterie bongo et de la musique jazz. À son retour au Royaume-Uni, Babalola travaille ensuite avec des artistes de renom, notamment Prince, Ernest Ranglin, Branford Marsalis, African Jazz All Stars, Roy Ayers, David Byrne, Damon Albarn, Tony Allen parmi d'autres. En 2006, il devient le premier lauréat nigérian d'un Grammy Award pour son travail sur l'album In the Heart of the Moon d'Ali Farka Touré, pour lequel il est crédité sur trois pistes. Il remporte également un deuxième Grammy en 2009 pour son travail sur l'album de 2008 de Cassandra Wilson intitulé Loverly,.